# Цитрат магния
Цитра́т ма́гния — магниевая соль лимонной кислоты C6H6O7Mg, лекарственное средство, источник магния, одного из важнейших внутриклеточных макроэлементов в организме.
Белый порошок без запаха, слабокислого вкуса. Медленно растворим в холодной воде, хорошо растворим в горячей. Получаемый раствор прозрачен и имеет привкус лимонной кислоты.
В зарубежной медицине цитрат магния эффективно используется как слабительное для очистки кишечника перед хирургической операцией или колоноскопией. Такая методика избавляет от необходимости проводить очистительную клизму. Но учитывая то, что Mg2+ отвечает за множество других функций в организме, цитрат магния обладает более широким спектром фармакологического действия (анальгетическое, успокаивающее, снотворное, антистрессорное, противосудорожное, антиаритмическое, противоостеопорозное, желчегонное и др.). От магния в организме зависят более трёхсот различных ферментов, и поэтому его дефицит является важным патогенетическим фактором развития определённых заболеваний.
Содержание чистого (элементарного) Mg2+ в составе цитрата магния достигает приблизительно 11 %.
В пищевой промышленности используется в качестве пищевой добавки E345 как регулятор кислотности. В некоторых продуктах в него могут добавляться пищевые красители. При подготовке к колоноскопии используется только прозрачный напиток, так как красители могут привести к ошибкам при наблюдении.

## Фармакологическое действие
При приёме внутрь поддерживает необходимый энергетический уровень всего организма. Рекомендуется при мышечной слабости, нервном истощении, общей утомлённости и синдроме хронической усталости. Mg2+ регулирует процессы производства и потребления энергии, и все энергетические процессы в организме происходят при его обязательном участии. Также при недостатке магния из организма выводится калий, что приводит к усталости, упадку сил и слабости при жаре. Кроме того, внутриклеточный магний на 80—90 % находится в комплексе с АТФ, нуклеотидом, являющимся универсальным переносчиком и основным аккумулятором энергии в живых клетках.
Антиаритмическое действие. По данным исследований, сердечная аритмия в 90 % случаев сопровождается дефицитом магния и одновременно калия. Mg2+ снижает возбудимость кардиомиоцитов, восстанавливает ионное равновесие, стабилизирует клеточные мембраны, регулирует приток в клетки натрия, кальция и калия. Кардиопротекторный эффект обусловлен расширением коронарных артерий, снижением общего периферического сосудистого сопротивления и агрегации тромбоцитов. Кардиотрофический, антиаритмический, вегетотропный эффекты магниевой терапии убедительно доказаны в ходе проведения курса лечения группы детей и подростков с кардиоревматическими заболеваниями. Согласно данным исследований в Германии установлено, что 40 % населения старше 18 лет, а также 85 % больных, перенёсших инфаркт, страдают от недостатка магния.
Седативное, анальгетическое, противосудорожное и гипотензивное действие. Mg2+ регулирует кальциевые каналы в клеточных мембранах, препятствуя повышенному притоку ионов кальция внутрь клетки, поскольку при слишком высоком уровне кальция клетка приходит в состояние функциональной гиперактивности. Поэтому кальций способствует сокращению мышцы, а магний — её расслаблению. Mg2+ тормозит избыточное прохождение нервного импульса от головного мозга к периферическим нервам и мышцам, подавляет болевые ощущения. Кроме того, Mg2+ снижает количество ацетилхолина в периферической нервной системе и центральной нервной системе. Расслабляет скелетные мышцы и гладкую мускулатуру, снижает артериальное давление, предотвращает избыточные спазмы мышц и сосудов, бронхов и кишечника.
Снотворное действие. Способствует выработке мелатонина, гормона, необходимого для нормализации циклов сна.
Антистрессорное, антидепрессивное действие. При стрессах, высоких физических и психических нагрузках магний в огромных количествах выводится с мочой из организма, чему способствуют стрессовые гормоны адреналин и кортизол, между тем магний необходим надпочечникам для производства гормонов, в том числе и кортизола. Согласно исследованиям, даже кратковременный стресс «сжигает» суточную норму магния.
Также магний принимает участие в синтезе в головном мозге всех нейропептидов, влияющих на эмоциональное состояние. Кроме того, при дефиците магния не способен в полной мере проявить свои нейропротекторные свойства и глицин, чью активизацию он призван обеспечивать. Таким образом, именно магниевый дефицит может стать тем фактором, который вызывает угнетённое, депрессивное состояние.
При мигрени надолго облегчает страдания, однако, более эффективно действует как профилактическое средство, предотвращая или уменьшая частоту и остроту мигреней. Установленным фактом является то, что магний необходим для синтеза всех известных на сегодняшний день нейропептидов. Также магний участвует в производстве серотонина, который, в свою очередь, участвует в регуляции сосудистого тонуса, а, как известно, именно нарушение серотонинергической регуляции сосудистого тонуса является одной из причин мигрени.
При сахарном диабете 2-го типа улучшает работу инсулина в усвоении сахара. Поддерживает секрецию инсулина из поджелудочной железы, снижая риск заболевания диабетом или его дальнейшего осложнения. Исследования показывают, что недостаток магния ухудшает показания глюкозы в крови у диабетиков 2-го типа.
Противоостеопорозное, противоартритное действие. Mg2+ регулирует метаболизм костной ткани, обеспечивая прочность и гибкость костей (при этом около 60 % магния в организме находится именно в костях и зубах). Огромную роль здесь играют два важных момента. Во-первых, магний является антагонистом кальция, и при дефиците магния кровь насыщается кальцием, который «вымывается» из костей, выводясь затем с мочой, либо откладываясь в виде кальциевых солей на стенках кровеносных сосудов, в мышцах, суставах и внутренних органах. Если кальциевые соли откладываются в суставах, то возникает артрит. В более серьёзных случаях может возникнуть даже кальциноз внутренних органов. Во-вторых, магний регулирует поступление ионов кальция в клетку, и поэтому без него усвоение кальция невозможно. Это подтверждается тем фактом, что в Америке наблюдается самый высокий процент заболеваемости остеопорозом, несмотря на то, что американцы больше всего в мире пьют молока и употребляют наибольшее количество препаратов кальция. Кроме того, переизбыток кальция в организме вызывает проявления нервозности, раздражения, беспокойства. Поэтому неслучайно то, что, по результатам опросов, большинство больных остеопорозом (около 80 %) страдало тяжёлыми депрессиями.
При предменструальном синдроме (ПМС) часто отмечаются потеря аппетита, сна и сексуального влечения. Возможной причиной ПМС считается недостаточность содержания серотонина, трансформированного из триптофана. Синтез же всех известных на сегодняшний день нейропептидов в головном мозге происходит при обязательном участии магния, его недостаток может привести к дефициту дофамина и стать толчком к развитию ПМС. Кроме того, нехватка витамина В6, способствующего удержанию магния в клетке и превращению триптофана в серотонин, усугубляет это состояние. Поэтому магний необходим для снижения нервозности, депрессии, уменьшения головной боли и при прибавке лишнего веса.
Токолитическое действие. Mg2+ усиливает кровоток в матке в результате расширения её сосудов. Уменьшает патологически повышенный тонус (гипертонус) мышц матки, снижает риск преждевременных родов и выкидышей, а также эклампсии. Снижает признаки повышенной раздражительности, тревожности, депрессивного состояния.
Слабительное действие. В связи с плохой всасываемостью магния в кишечнике Mg2+ создаёт в нём высокое осмотическое давление и за счёт накопления достаточного количества воды в кишечнике вызывает дефекацию. Усиливает перистальтику толстого кишечника, способствуя разжижению каловых масс и увеличению их объёма.
Желчегонное действие. Вызывает рефлекторное действие на рецепторы слизистой оболочки двенадцатиперстной кишки.
Диуретическое действие. Поддерживает соли мочи в растворённом состоянии и препятствует их осаждению. Подавляет камнеобразование в почках, даже в незначительных концентрациях угнетает кристаллизацию. Ионы Mg2+ связывают в моче до 40 % щавелевой кислоты. Предотвращает осаждение соединений кальция. Является антидотом при отравлениях солями тяжёлых металлов.
Способствует сохранению молодости. При недостатке магния ускоряются темпы старения организма, так как он участвует в важнейших процессах — синтезе ДНК и белков, стабилизации молекул ДНК, РНК и рибосом. Нормализует кислотно-щелочное равновесие (pH) благодаря ощелачивающему действию как самого магния, так и цитрата. Кроме того, Mg2+, контролируя энергетику, обеспечивает энергоёмкий процесс синтеза коллагена, составляющего основу соединительной ткани в организме человека, способствует усвоению питательных веществ кератиноцитами и фибробластами.
Предупреждает развитие похмельного синдрома. Алкоголь увеличивает потерю магния через почки, создавая магниевый дефицит, который проявляется в излишней возбудимости и истощении нервной системы (из-за чрезмерного поступления кальция в клетки), возрастании внутричерепного давления, мышечной слабости, сердечной аритмии и ознобу. Mg2+ быстро устраняет состояние метаболического ацидоза (закисление организма), которое возникает при поступлении больших количеств алкоголя.

## Фармакокинетика
Абсорбция — высокая. Выводится почками.

## Применение

### Показания
Заболевания и симптомы, связанные с дефицитом магния, в том числе:
- запоры
- синдром хронической усталости
- психоэмоциональные стрессы и депрессия
- головные боли и мигрень
- похмельный синдром и алкоголизм
- бессонница
- болезненные менструации и предменструальный синдром
- климактерический синдром
- мышечные судороги и спазмы
- боли в спине
- фибромиалгия
- аритмия сердца
- ишемическая болезнь сердца (стенокардия)
- остеопороз
- артрит
- сахарный диабет
- гипертония
- бронхиальная астма
- камни в почках и желчном пузыре
- зубной кариес
- процессы, ускоряющие старение (кальцификация, закисление)

### Противопоказания
Индивидуальная непереносимость и повышенная чувствительность к составляющим препарата.

### Побочное действие
При длительном применении в больших дозах возможна диарея. Необходимо понизить дозировку.

### Особые указания
Перед употреблением следует обязательно посоветоваться с лечащим врачом в следующих случаях:
- почечная недостаточность
- диета с ограничением магния или натрия
- продолжительные боли в животе, тошнота и рвота.

Для людей с гастритом или язвой желудка рекомендуется применять его только после приёма пищи, чтобы не вызывать раздражения слизистой оболочки желудка. В остальном цитрат магния совершенно безопасен.

## Режим дозирования
- Организму человека необходимо около 300 мг магния/сутки.[9]